# Marta Varela (política)
Marta Lucía Varela (Buenos Aires, 25 de septiembre de 1950) es una política argentina, integrante de Propuesta Republicana, que se desempeñó como senadora nacional por la Ciudad Autónoma de Buenos Aires entre 2016 y 2019. Anteriormente había sido legisladora de la Ciudad de Buenos Aires por dos mandatos consecutivos entre 2005 y 2013.

## Biografía
Nació en Buenos Aires en septiembre de 1950. En 1972 recibió un bachiller superior en letras en la Universidad del Salvador, y en 1992 se recibió de técnica en periodismo en la Pontificia Universidad Católica Argentina Santa María de los Buenos Aires.
En el ámbito privado, fue socia y gerenta de la Editorial Tres Columnas.
En política, participó en Recrear para el Crecimiento, creado por Ricardo López Murphy, siendo vocal en la junta Capital entre 2003 y 2005, y en la junta nacional entre 2005 y 2007.
En 2005 asumió como Legisladora de la Ciudad de Buenos Aires, por el Frente Compromiso para el Cambio, siendo reelecta en 2009 por Propuesta Republicana (PRO), con mandato hasta 2013. En su paso por la Legislatura Porteña, presidió la Comisión de Ecología (luego de Ambiente) y fue vocal en las comisiones de Cultura; Comunicación Social; Defensa de los Consumidores y Usuarios; Turismo y Deporte; Desarrollo Económico; y de la Comisión Especial de Patrimonio Arquitectónico y Paisajístico.
En las elecciones legislativas de 2007, fue candidata a senadora nacional por el PRO, acompañando a Carlos Melconian. En las elecciones legislativas de 2013 fue segunda suplente en la lista a senadores nacionales por el PRO.
Entre 2014 y 2015 fue directora ejecutiva de la Fundación Banco Ciudad de Buenos Aires.
En febrero de 2016 asumió como senadora nacional por la Ciudad Autónoma de Buenos Aires, para completar el mandato de Gabriela Michetti (iniciado en 2013), quien había asumido tres meses antes como vicepresidenta de la Nación.
Integró como vocal las comisiones de Sistemas, Medios de Comunicación y Libertad de Expresión; Ambiente y Desarrollo Sustentable; Población y Desarrollo Humano; Ciencia y Tecnología; Banca de la Mujer; Deporte; y Relaciones Exteriores y Culto, siendo vicepresidenta de la comisión de Educación y Cultura.
En 2017 votó a favor de la reforma previsional. En 2018 presentó un proyecto de ley para crear un Instituto de Evaluación de Calidad Educativa, y otro proyecto sobre el Sistema Nacional de Desarrollo Cultural (SINADEC). Ese mismo año votó en contra del proyecto de interrupción voluntaria del embarazo.